# Eudarcia gracilis
Eudarcia gracilis är en fjärilsart som beskrevs av Petersen 1968. Eudarcia gracilis ingår i släktet Eudarcia och familjen äkta malar.
Artens utbredningsområde är Turkiet. Inga underarter finns listade i Catalogue of Life.